# Маккиллоп, Хизер
Хизер Ирен Маккиллоп (род. 1953, Канада) — канадо-американский археолог, академик, учёный-майянист. Доктор философии Калифорнийского университета в Санта-Барбаре. Профессор Университета штата Луизиана. Автор большого количества археологических исследований и научных трудов на тему майя.

## Биография
Родилась в Канаде в 1953 году. Выучилась в канадском Университете Трент на бакалавра.
В 1979 году провела полевые исследования на побережье Белиза с целью подробнее изучить экономику майя. Первоначальные её исследования затронули древние порты — проводились раскопки в Мохо Кей (близ современного города Белиз-Сити) и в Кане Кей (южнее современного Пунта-Горда). Также были исследованы южное побережье и море рифов для изучения роли прибрежной и междугородней внутренней торговли в экономике майя. Также были изучены находящиеся в продаже на городских рынках майя экзотические и морские ресурсы.
Окончила Калифорнийский университет в Санта-Барбаре. В 1987 году получила звание доктора философии, защитив там докторскую диссертацию.
В апреле 2005 года написала статью о своих исследованиях в газету Национальной академии наук, что вызвало ажиотаж со стороны прессы.
В 2009 году Маккиллоп становится профессором Университета штата Луизиана, где она вместе с Уильямом Г. Хаагом, профессором археологии, работает в университетском департаменте географии и антропологии.
В настоящее время руководит масштабным проектом по раскопкам деревянных построек майя в южном Белизе, которые оказались в торфянике ниже морского дна. Проект финансирует Национальное географическое общество США, Национальный научный фонд США и FAMSI (Фонд содействия развитию исследований Мезоамерики).
Заслуги в развитии археологии майя:
- Прибрежные торговые пути
- Мореплавание майя
- Прибрежная археология
- Междугородняя торговля в древней Мезоамерике

### Преподаваемые дисциплины
- Введение в археологию
- Индейские цивилизации Центральной и Южной Америки
- Мультимедиа по древним майя
- Полевые методы в археологии
- Семинар по мезоамериканской археологии

## Труды

### Оригинал
- McKillop, Heather. 1989, with co-editor P. Healy. Coastal Maya Trade[2]
- McKillop, Heather. 2002. Precolumbian Jade and Stone Carvings from Costa Rica. Catalog for Exhibition. Baton Rouge: Museum of Art, Louisiana State University[2]
- McKillop, Heather. 2002. Salt, White Gold of the Ancient Maya. Gainesville: University Press of Florida[2]
- McKillop, Heather. 2004. The Ancient Maya: New Perspectives[2]
- McKillop, Heather. 2005 «Finds in Belize Document Late Classic Maya Salt Making and Canoe Transport.» Proceedings of the National Academy of Sciences 102: 5630-5634[2]
- McKillop, Heather. 2005. In Search of Maya Sea Traders. College Station: Texas A & M University Press[2]
- McKillop, Heather. 2006. The Ancient Maya. Norton Publishers, New York[2]

### Перевод
- Прибрежная торговля майя (1989, с соавтором П. Хейли)
- Резьба по камню в Доколумбийской Коста-Рике. Каталог для выставки в Художественном музее Батон Руж (2002)
- Соль — белое золото древних майя (2002)
- Древние майя: Новые перспективы (2004)
- Создание каноэ и его роль у позднеклассических майя (2005)
- В поисках морских торговцев майя (2006)
- Древние майя (2006)